# Christian Benbennek
Christian Benbennek (Soltau, 9 novembre 1972) è un allenatore di calcio tedesco, tecnico della BFC Dynamo.